# Nyodes virescens
Nyodes virescens là một loài bướm đêm trong họ Noctuidae.